# 1900 (فلم)
1900 هو فيلم من نوع رومانسية ودراما سياسية أُصدر في 1976. الفيلم من إنتاج باراماونت بيكتشرز، ومن توزيع تونتيث سينتشوري فوكس، وهو من إخراج العظيم برناردو برتولوتشي وهو يعد من أعظم وأهم الأفلام في تاريخ السينما وكان له دور كبير في تغيير العديد من أساليب السينما، أما السيناريو فكان من كتابة فرانكو أركالي وبرناردو برتولوتشي وجوزيبي برتولوتشي.
تدور أحداث الفيلم في منطقة إميليا التي ينتمي إليها أسلاف برتولوتشي، ويروي قصة حياة وصداقة رجلين - مالك الأرض ألفريدو بيرلينغيري (دي نيرو) والفلاح أولمو دالكو (ديبارديو) - حيث يشهدان ويشاركان في الصراعات السياسية بين الفاشية والشيوعية التي اندلعت. حدثت في إيطاليا في النصف الأول من القرن العشرين. تم عرض الفيلم لأول مرة في مهرجان كان السينمائي عام 1976.
مدة الفيلم كانت تبلغ 317 دقيقة في نسخته الأصلية، يُعرف فيلم 1900 بأنه أحد أطول الأفلام التي تم إصدارها على الإطلاق. أدى طوله الكبير إلى تقديمه في جزأين عند إصداره في الأصل في العديد من البلدان، بما في ذلك إيطاليا وألمانيا الشرقية والغربية والدنمارك وبلجيكا والنرويج والسويد وكولومبيا وباكستان واليابان. في بلدان أخرى، مثل الولايات المتحدة، تم إصدار نسخة واحدة معدلة من الفيلم. 1900 أصبح يُنظر إليه على نطاق واسع باعتباره فيلم كالت، وقد تلقى العديد من إصدارات الفيديو المنزلية ذات الإصدارات الخاصة من مجموعة متنوعة من الموزعين. تم عرض ترميم الفيلم لأول مرة خارج المنافسة في مهرجان البندقية السينمائي الدولي الرابع والسبعين في عام 2017.
وفي عام 2008، تم إدراج الفيلم ضمن قائمة وزارة التراث الثقافي الإيطالية المائة فيلم إيطالي سيتم حفظها، وهي قائمة تضم 100 فيلم "غيرت الذاكرة الجماعية للبلاد بين عامي 1942 و1978".

## القصة
تقع أحداث الفيلم في إيطاليا مع بداية القرن العشرين، وهي تصوير ملحمي عظيم لتلك الفترة حول كيف حاولت الطبقة البروليتارية الثورة على الطبقة البرجوازية وذلك يدور حول علاقة صداقة بفلاح بروليتاري مع ابن سيده البرجوازي، يتخذ المخرج الإيطالي الكبير بيرناردو بيرتولوتشي طوال الأحداث هذه نهج فلسفي وشاعري وسياسي باذخ من خلال استخدام لغة وأدوات السينما.
في عام 1945، تم تحرير إيطاليا من النظام الفاشي. في عقار في إميليا رومانيا، يسعى الفلاحون للانضمام إلى الثوار ووضع المالك ألفريدو بيرلينغيري (روبرت دي نيرو) قيد الاعتقال. أثناء محاولتهما الفرار، يواجه رجل في منتصف العمر يُدعى أتيلا (دونالد سثرلاند) وامرأة تُدعى ريجينا (لورا بيتي) هجومًا من قبل عاملات يستخدمن المذراة.
ألفريدو وأولمو دالكو، المولودان عام 1901، ينحدران من طرفي الطيف الاجتماعي. ألفريدو، من عائلة ثرية من ملاك الأراضي، نشأ مع ابنة عمه ريجينا، بينما أولمو، وهو فلاح غير شرعي، قام بتربيته على يد جده ليو، رئيس العمال والمتحدث باسم الفلاحين. على الرغم من الاختلافات بينهما، إلا أن ألفريدو، المتمرد إلى حد ما ضد كذب عائلته، يصادق أولمو، الذي نشأ كاشتراكي. خلال طفولتهما، يقود ليو إضرابات ضد الظروف غير العادلة في المزرعة، ويقضي الصديقان الكثير من الوقت معًا.
في عام 1917، ينضم أولمو (جيرارد ديبارديو) إلى الجيش الملكي الإيطالي في الحرب العالمية الأولى، بينما يتعلم ألفريدو إدارة مزرعة العائلة. بعد عودة أولمو، تستمر صداقتهما، لكن تحدث تغييرات. يقوم جيوفاني ، والد ألفريدو والمدير الجديد، بتعيين أتيلا ميلانشيني، رئيس العمال الفاشي الذي يعامل موظفي العقارات بقسوة.
في عشرينيات القرن الماضي، قاد أولمو، على علاقة مع أنيتا، الاحتجاجات من أجل حقوق العمال. أدت وفاة جيوفاني إلى أن يصبح ألفريدو هو القائد الجديد ويتزوج من آدا. خلال ثلاثينيات القرن العشرين، أثبت ألفريدو أنه زعيم ضعيف، وانحني للحزب الوطني الفاشي الحاكم. يعكس إدمان آدا للكحول فراغ زواجهما. في هذه الأثناء، ماتت أنيتا زوجة أولمو أثناء الولادة، تاركة ابنتها أنيتا الأصغر، الداعمة لمعتقدات والدها الاشتراكية.
بينما يصبح "أولمو" قائدًا بين المزارعين الفقراء، تشتد الاشتباكات مع "أتيلا". تؤدي ميول أتيلا السيكوباتية إلى ارتكاب فظائع، وينتقم منه الفلاحون ويهينونه. يطرد ألفريدو أتيلا، لكن آدا تركته بالفعل. بعد الحرب العالمية الثانية، تتغير السلطة، ويواجه النبلاء المحليون تداعيات.
تم القبض على أتيلا وريجينا وتم سجنهما في حظيرة الخنازير في برلينجيري، واعترف أتيلا بجرائم القتل التي ارتكبها قبل إعدامهما. يعود أولمو ليشهد محاكمة ألفريدو أمام محكمة العمال. متهمًا بترك العمال يعانون، حُكم على ألفريدو بالإعدام ولكن تم إنقاذه عندما أعلن أولمو وفاة بادرون، مما يرمز إلى الإطاحة بالنظام الاجتماعي.
يصل ممثلو الحكومة الجديدة وجنودها ويحثون الفلاحين على تسليم أسلحتهم. يقنعهم أولمو، ولكن بمفرده مع أولمو، يقترح ألفريدو أن النظام الطبقي سيستمر. ويختتم الفيلم بمشهد لكبار السن ألفريدو وأولمو وهما يتعاملان مع بعضهما البعض بشكل هزلي، ثم يقفزان للأمام لهما وهما يسيران على طول خط السكة الحديد. يستلقي ألفريدو على القضبان مقلدًا إحدى ألعاب الطفولة، ومع اقتراب القطار، يبدو أنه يحاول الانتحار. يمر القطار فوقه ليذكرنا بلعبة طفولته.

## طاقم التمثيل
- روبرت دي نيرو
- دونالد سثرلاند
- جيرارد ديبارديو
- اليدا فالي
- Mario Meniconi  [لغات أخرى]‏
- برت لانكستر
- Pippo Campanini [الإنجليزية]‏
- Vittorio Fanfoni ‏
- دومينيك ساندا
- رومولو فالي
- Mimmo Poli [الإنجليزية]‏
- Fabio Garriba [الإنجليزية]‏
- ستيفانيا ساندريلي
- باولو برانكو
- Allen Midgette [الإنجليزية]‏
- ستيفانيا كاسيني
- لورا بيتي
- José Quaglio [الإنجليزية]‏
- ستيرلينغ هايدن
- Angelo Pellegrino  [لغات أخرى]‏
- Anna Maria Gherardi [الإنجليزية]‏
- Carlotta Barilli [الإنجليزية]‏
- روبرت دي نيرو
- Edda Ferronao [الإنجليزية]‏
- Francesco D'Adda [الإنجليزية]‏
- غياكومو ريزو [الإنجليزية]‏
- Liù Bosisio [الإنجليزية]‏
- Nazzareno Natale [الإنجليزية]‏
- بييرو فيدا
- ريناتو موري
- Winni Riva  [لغات أخرى]‏
- فرانشيسكا بيرتيني
- كلارا كولوسيمو [الإنجليزية]‏
- ماريا مونتي
- جوزيبي رينالدي
- Claudio Camaso [الإنجليزية]‏
- Ferruccio Amendola [الإنجليزية]‏
- إلين شفايرز

## الإنتاج
أغلق جريمالدي برتولوتشي خارج غرفة التحرير وقام بتجميع مقطع مدته 180 دقيقة. قرر برتولوتشي، الذي شعر بالرعب من قطع جريمالدي، تقديم تنازلات. كانت نسخته التي تبلغ مدتها 247 دقيقة (4 ساعات و7 دقائق) هي النسخة التي تم إصدارها في البداية في الولايات المتحدة. وفي عام 1987، بثت قناة برافو النسخة غير المقطوعة مع حوار مدبلج باللغة الإنجليزية. في وقت لاحق من عام 1991، تمت استعادة الفيلم إلى طوله الأصلي وعرضه في إصدار محدود. تم عرض الفيلم بدون تقطيع على Sky Movies و Film 4.
تبلغ مدة الفيلم الأصلي للمخرج 317 دقيقة (5 ساعات و17 دقيقة) وتم إصداره في جزأين في إيطاليا. كان ألبرتو جريمالدي، منتج الفيلم، ملزمًا تعاقديًا بتسليم نسخة مدتها 195 دقيقة (3 ساعات و15 دقيقة) إلى شركة باراماونت بيكتشرز لإصدارها في الولايات المتحدة وكندا. أراد برتولوتشي في الأصل إصدار الفيلم في جزأين، ولكن بناءً على رفض غريمالدي، قامت شركة 20th Century Fox بالتوزيع في الولايات المتحدة، ولم تنسحب إلا عندما رفض برتولوتشي تقصير الفيلم بمقدار 80 دقيقة.
عندما أصدر برتولوتشي نسخته التي تبلغ مدتها 317 دقيقة في دور العرض، أعادت جمعية الصور المتحركة الأمريكية تصنيف الفيلم بتصنيف NC-17؛ المقطع الأمريكي الذي تبلغ مدته 245 دقيقة، وهو الإصدار الآخر المتاح رسميًا على الفيديو في الولايات المتحدة، لا يزال يحتفظ بتصنيف R. في عام 2006، استسلمت باراماونت لتصنيف NC-17 للنسخة غير المصقولة، ثم أصدرتها على أنها غير مصنفة على قرص DVD في 5 ديسمبر 2006. تم إصدار نفس النسخة غير المصقولة على قرص Blu-ray في الولايات المتحدة بواسطة Olive Films في 15 مايو 2012.
وكان هذا التقطيع في نسخة بيرتولوتشي الأصلية سببًا رئيسًا في فشل الفيلم لمدة طويلة لما به من ثغرات وعدم استكمال للأحداث، وهذا ما كان للأسف أحد الأسباب التي لم تؤدي لنجاح الفيلم، لكن يُعد السبب الأكثر لعدم نجاح الفيلم هو الحرب الإعلامية ضده من ناحية محاولة منع ظهوره بشكل شاسع أو نقده من قبل النقاد الإمبرياليين المعروفين آن ذاك لمحض قيمته الفنية وخوفًا من انتشاره آن ذك لأنه نوعية الأفلام الملحمية في فترة السبعينات إلى منتصف الثمانينات كان تحظى برواج واقبال سينمائي قوي كفيلم العراب والوجه ذو الندبة وحدث ذات مرة في أمريكا.
موسيقى الفيلم التصويرية كانت من تأليف العظيم إنيو موريكوني. والتي تُعتبر من أعظم ألحان الموسيقى في تاريخ الفن كعموم وهي كان مساهمة قوية في نقل الصورة الشعرية بجانب التصوير السينمائي الخُرافي المصور العظيم فيتوريو ستورارو، الذي كان له دور مُهم في تاريخ بيرتولوتشي كمخرج وكان مساندًا له وللغته السينمائية القوية دومًا.

## الاستقبال
فاز فيلم 1900 بجائزة بوديل لأفضل فيلم غير أمريكي عام 1977 وحصل على المركز الثاني في جائزة الجمعية الوطنية لنقاد السينما لأفضل تصوير سينمائي. تباينت الآراء حوله لكن أكثر ما أثر في الفيلم سلبًا ما كتبه الليبرالي الناقد السينمائي روجر إيبرت أن الفيلم "لا يبدو أنه يذهب إلى أي مكان. إنها ملحمة فقط بحكم طولها". أيضًا قال عنه ديف كير وهو ناقد آخر يتبع المنهج الأمريكي الليبرالي في نقده بأنه عبارة عن :" لحظات رائعة ترصد ملحمة برناردو برتولوتشي الماركسية لعام 1976، لكن النتيجة النهائية غامضة."
أما في الجانب الآخر قال عنه الناقد السينمائي جيفري م. أندرسون بأنه : "إن التصوير السينمائي الفخم الذي قام به فيتوريو ستورارو والنتيجة الموسيقية الجميلة التي قام بها إنيو موريكوني هما سببان كافيان للابتهاج." وأيضًا قال عنه الناقد السينمائي كول سميثي بأنه: "هو إنجاز برناردو برتولوتشي المتوج للسينما الاجتماعية والسياسية الجماعية."

## وصلات خارجية
- مقالات تستعمل روابط فنية بلا صلة مع ويكي بيانات